# Орта Нова
Орта Нова (итал. Orta Nova) је насеље у Италији у округу Фођа, региону Апулија.
Према процени из 2011. у насељу је живело 16677 становника. Насеље се налази на надморској висини од 69 м.

## Становништво
Према резултатима пописа становништва 2011. у општини је живело 16.999 становника.
| 1931.  | 1936.  | 1951.  | 1961.  | 1971.  | 1981.  | 1991.  | 2001.  | 2011.  |
| ------ | ------ | ------ | ------ | ------ | ------ | ------ | ------ | ------ |
| 10.206 | 10.242 | 13.392 | 12.256 | 12.726 | 14.409 | 16.942 | 17.665 | 16.999 |